# Sistema de ligas de fútbol de Alemania
El sistema de ligas de fútbol de Alemania es organizado por la Federación Alemana de Fútbol. Los clubes afiliados disputan anualmente los torneos en sus diferentes divisiones o categorías.
Los torneos establecen un mecanismo de ascensos y descensos mediante el cual los mejores equipos del campeonato de segundo nivel pueden ascender al primero o inmediatamente superior, habiendo relevo de clubes con los que ocupen los últimos lugares.

## Contexto
La estructura consiste de 2 235 ligas organizadas en hasta 13 niveles o divisiones con 31 645 clubes deportivos, todos con sistema de ascensos y descensos. Las tres ligas principales contienen una sola división. Después, los niveles semiprofesionales y amateur tienen progresivamente más divisiones paralelas, cubriendo áreas geográficas cada vez más pequeñas.
En teoría es posible incluso para el equipo más pequeño de una división amateur, alcanzar el tope del sistema y convertirse en campeón de fútbol en Alemania.

## Estructura
| Nivel | División | División | División | División | División | División | División |
| ----- | --- | --- | --- | --- | --- | --- | --- |
| 1     | Bundesliga 18 equipos ↓ 2 descensos directos+ 1 cupo de promoción | Bundesliga 18 equipos ↓ 2 descensos directos+ 1 cupo de promoción | Bundesliga 18 equipos ↓ 2 descensos directos+ 1 cupo de promoción                                                                                    | Bundesliga 18 equipos ↓ 2 descensos directos+ 1 cupo de promoción | Bundesliga 18 equipos ↓ 2 descensos directos+ 1 cupo de promoción                                                 | Bundesliga 18 equipos ↓ 2 descensos directos+ 1 cupo de promoción                                                 | Bundesliga 18 equipos ↓ 2 descensos directos+ 1 cupo de promoción                                                 |
| 2     | 2. Bundesliga 18 equipos ↑ 2 ascensos directos + 1 cupo de promoción ↓ 2 descensos directos + 1 cupo de promoción                                                                                         | 2. Bundesliga 18 equipos ↑ 2 ascensos directos + 1 cupo de promoción ↓ 2 descensos directos + 1 cupo de promoción | 2. Bundesliga 18 equipos ↑ 2 ascensos directos + 1 cupo de promoción ↓ 2 descensos directos + 1 cupo de promoción                                    | 2. Bundesliga 18 equipos ↑ 2 ascensos directos + 1 cupo de promoción ↓ 2 descensos directos + 1 cupo de promoción | 2. Bundesliga 18 equipos ↑ 2 ascensos directos + 1 cupo de promoción ↓ 2 descensos directos + 1 cupo de promoción | 2. Bundesliga 18 equipos ↑ 2 ascensos directos + 1 cupo de promoción ↓ 2 descensos directos + 1 cupo de promoción | 2. Bundesliga 18 equipos ↑ 2 ascensos directos + 1 cupo de promoción ↓ 2 descensos directos + 1 cupo de promoción |
| 3     | 3. Liga 20 equipos ↑ 2 ascensos directos + 1 cupo de promoción ↓ 3 descensos directos | 3. Liga 20 equipos ↑ 2 ascensos directos + 1 cupo de promoción ↓ 3 descensos directos | 3. Liga 20 equipos ↑ 2 ascensos directos + 1 cupo de promoción ↓ 3 descensos directos                                                                | 3. Liga 20 equipos ↑ 2 ascensos directos + 1 cupo de promoción ↓ 3 descensos directos | 3. Liga 20 equipos ↑ 2 ascensos directos + 1 cupo de promoción ↓ 3 descensos directos                             | 3. Liga 20 equipos ↑ 2 ascensos directos + 1 cupo de promoción ↓ 3 descensos directos                             | 3. Liga 20 equipos ↑ 2 ascensos directos + 1 cupo de promoción ↓ 3 descensos directos                             |
| 4     | Regionalliga Nord 18 equipos ↑ 1 cupo de promoción ↓ 2 a 4 descensos | Regionalliga Nordost 18 equipos ↑ 1 cupo de promoción ↓ 1 a 5 descensos | Regionalliga West 18 equipos ↑ 1 cupo de promoción ↓ 1 a 4 descensos                                                                                 | Regionalliga Südwest 19 equipos ↑ 2 cupos de promoción ↓ 3 a 6 descensos | Liga Estadual de Bavaria ↑ 1 cupo de promoción                                                                    | | |
| 5     | Liga Estadual de Hamburgo ↑ 1 cupo de promoción Liga Estadual de Bremen ↑ 1 cupo de promoción Liga Estadual Schleswig-Holstein ↑ 1 cupo de promoción Liga Estadual de Baja Sajonia ↑ 2 cupos de promoción | 2 divisiones de la NOFV-Oberliga 33 equipos ↑ 2 cupos de promoción ↓ 5 a 11 descensos | Liga Estadual del Bajo Rín ↑ 1 cupo de promoción Liga Estadual del Medio Rín ↑ 1 cupo de promoción Liga Estadual de Westfalia ↑ 2 cupos de promoción | Oberliga Rheinland-Pfalz/Saar 19 equipos ↑ 1 a 2 cupos de promoción ↓ 3 a 6 descensos Oberliga Baden-Württemberg 18 equipos ↑ 1 cupo de promoción ↓ 3 a 6 descensos Liga Estadual de Hesse ↑ 1 cupo de promoción | | | |
| 6     | | Liga Estadual de Mecklenburg-Vorpommern ↑ 1 cupo de promoción Liga Estadual de Brandenburgo ↑ 1 cupo de promoción Liga Estadual de Berlín ↑ 1 cupo de promoción Liga Estadual de Sajonia-Anhalt ↑ 1 cupo de promoción Liga Estadual de Turingia ↑ 1 cupo de promoción Liga Estadual de Sajonia ↑ 1 a 2 cupos de promoción | | Liga Estadual de Renania ↑ 1 cupo de promoción a la Oberliga Rheinland-Pfalz/Saar Liga Estadual de Sarre ↑ 1 cupo de promoción a la Oberliga Rheinland-Pfalz/Saar Liga Estadual del Suroeste ↑ 1 cupo de promoción a la Oberliga Rheinland-Pfalz/Saar Liga Estadual de Baden ↑ 1 promotion spot + 1 cupo de promoción a la Oberliga Baden-Württemberg Liga Estadual de Baden del Sur ↑ 2 cupos de promoción a la Oberliga Baden-Württemberg Liga Estadual de Wurtemberg ↑ 2 cupos de promoción a la Oberliga Baden-Württemberg | | | |

## Sistemas de liga regionales

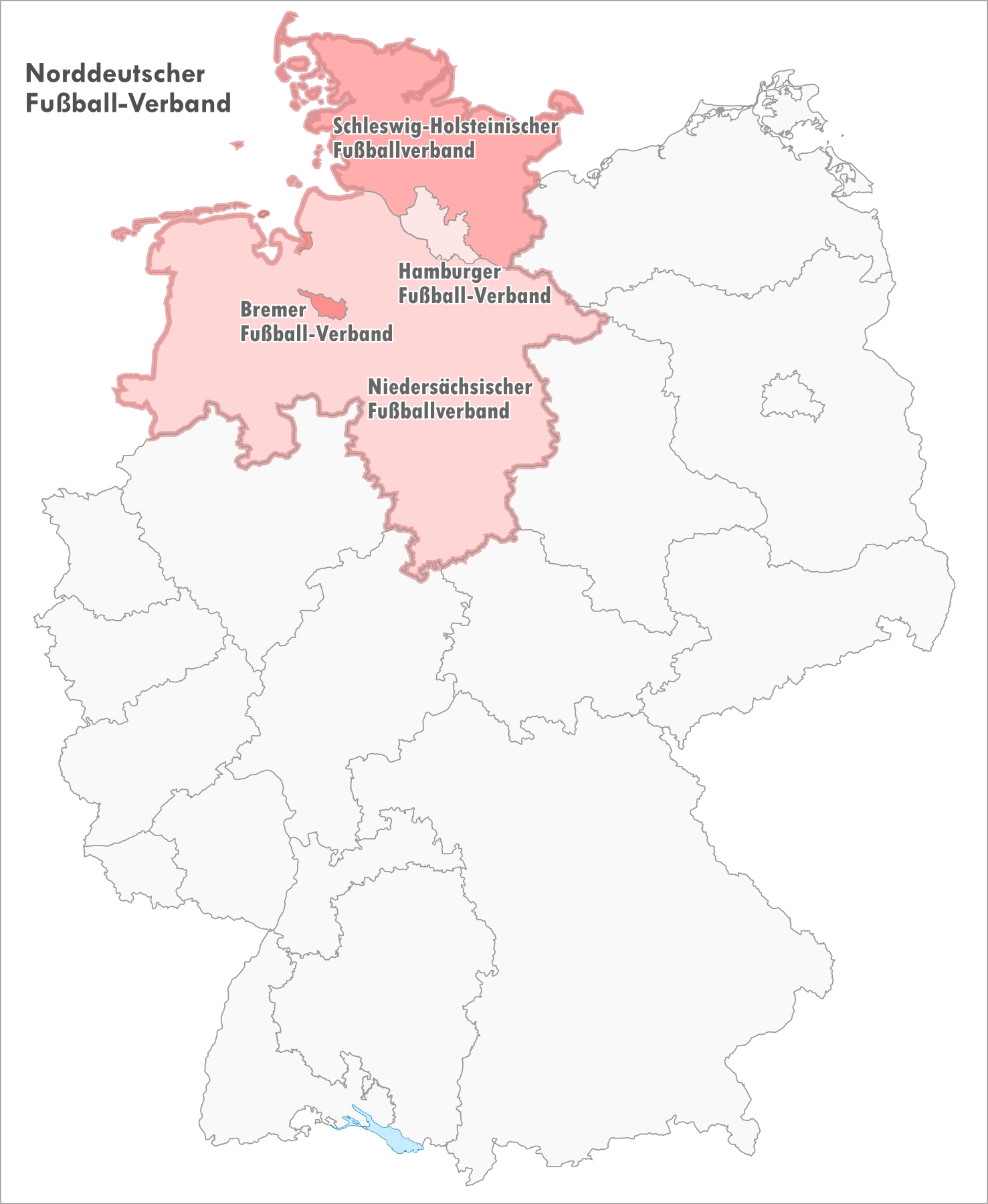
Asociación de Fútbol del Norte de Alemania
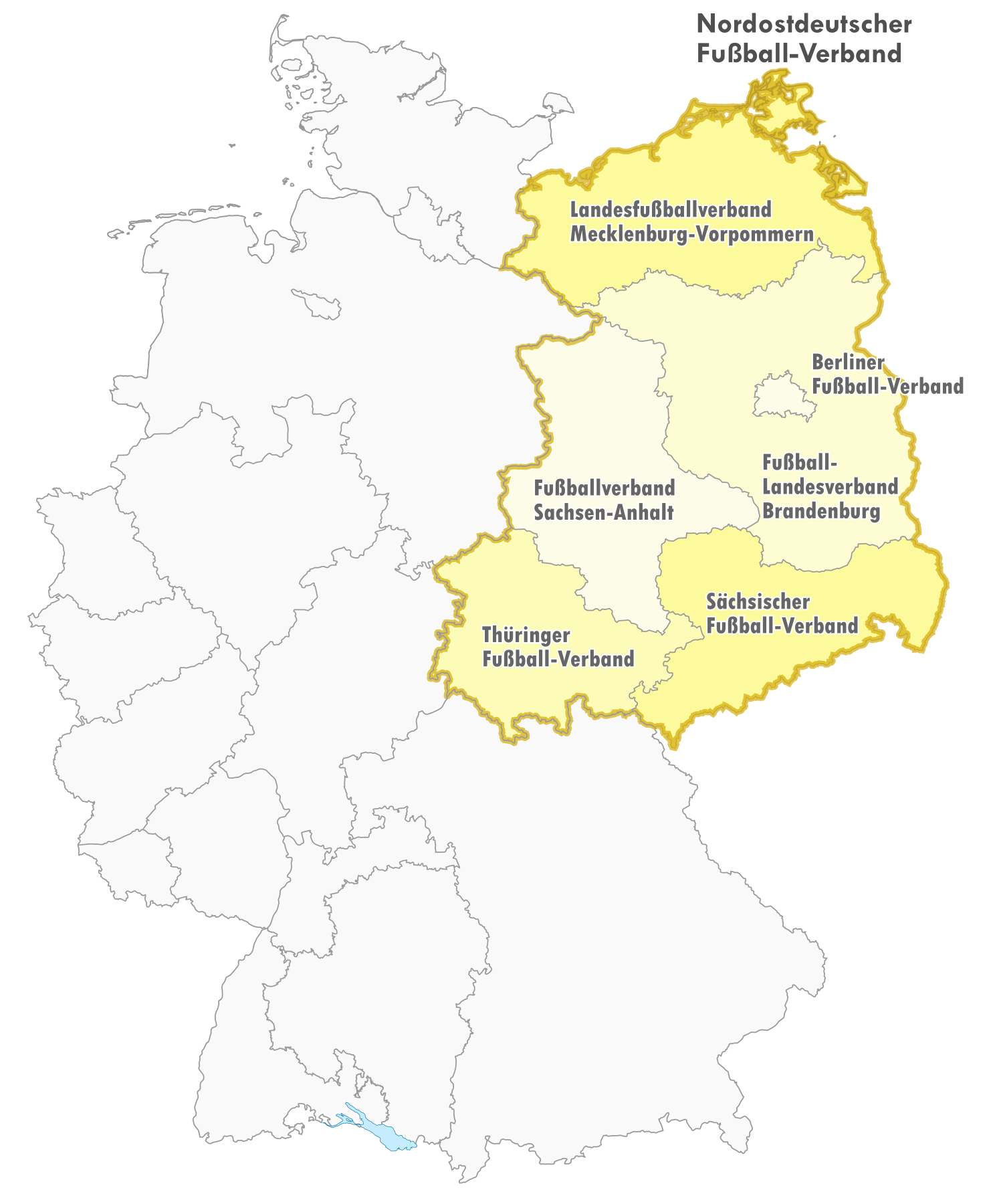
Asociación de Fútbol del Noreste de Alemania
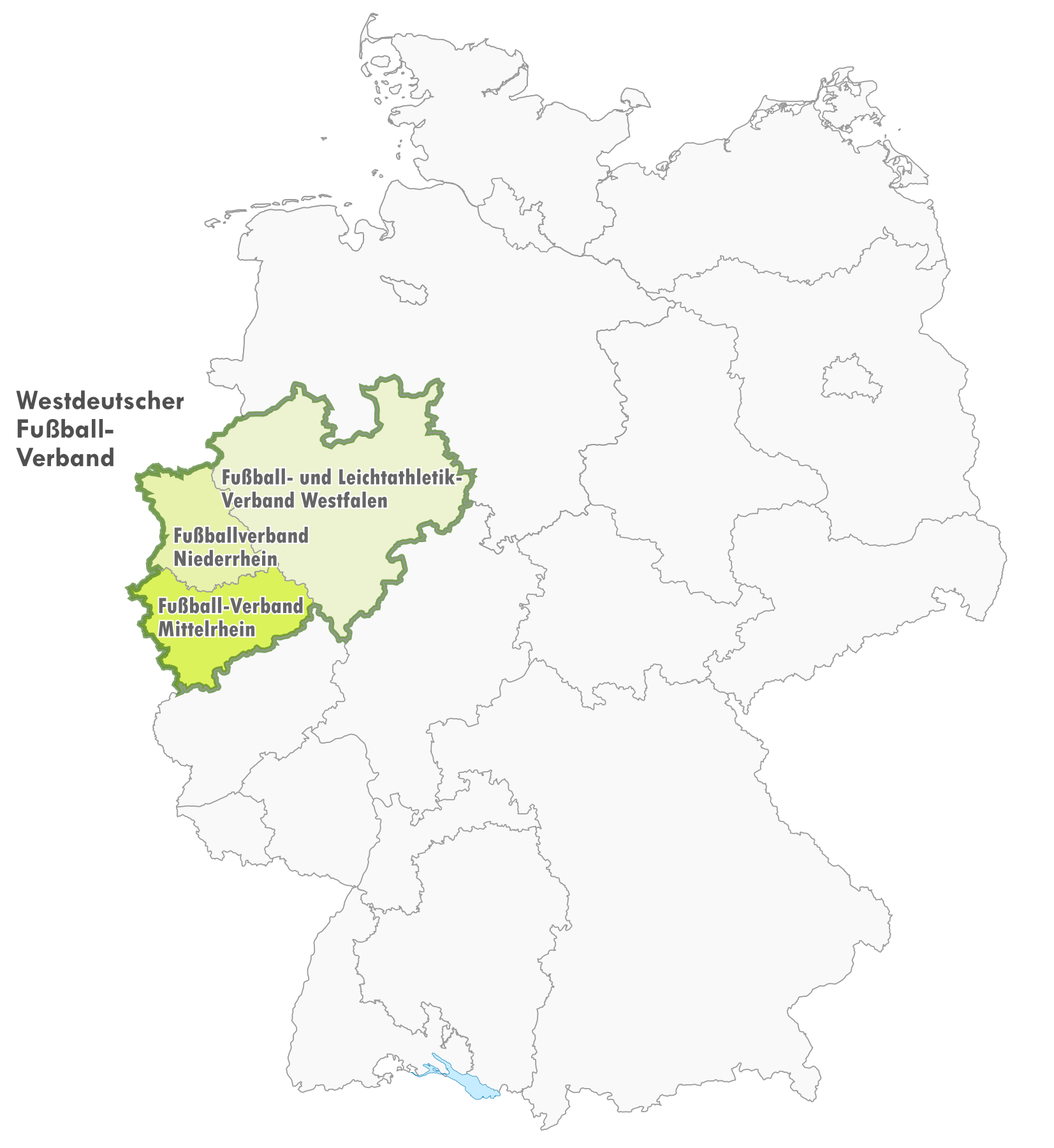
Asociación de Fútbol del Oeste de Alemania
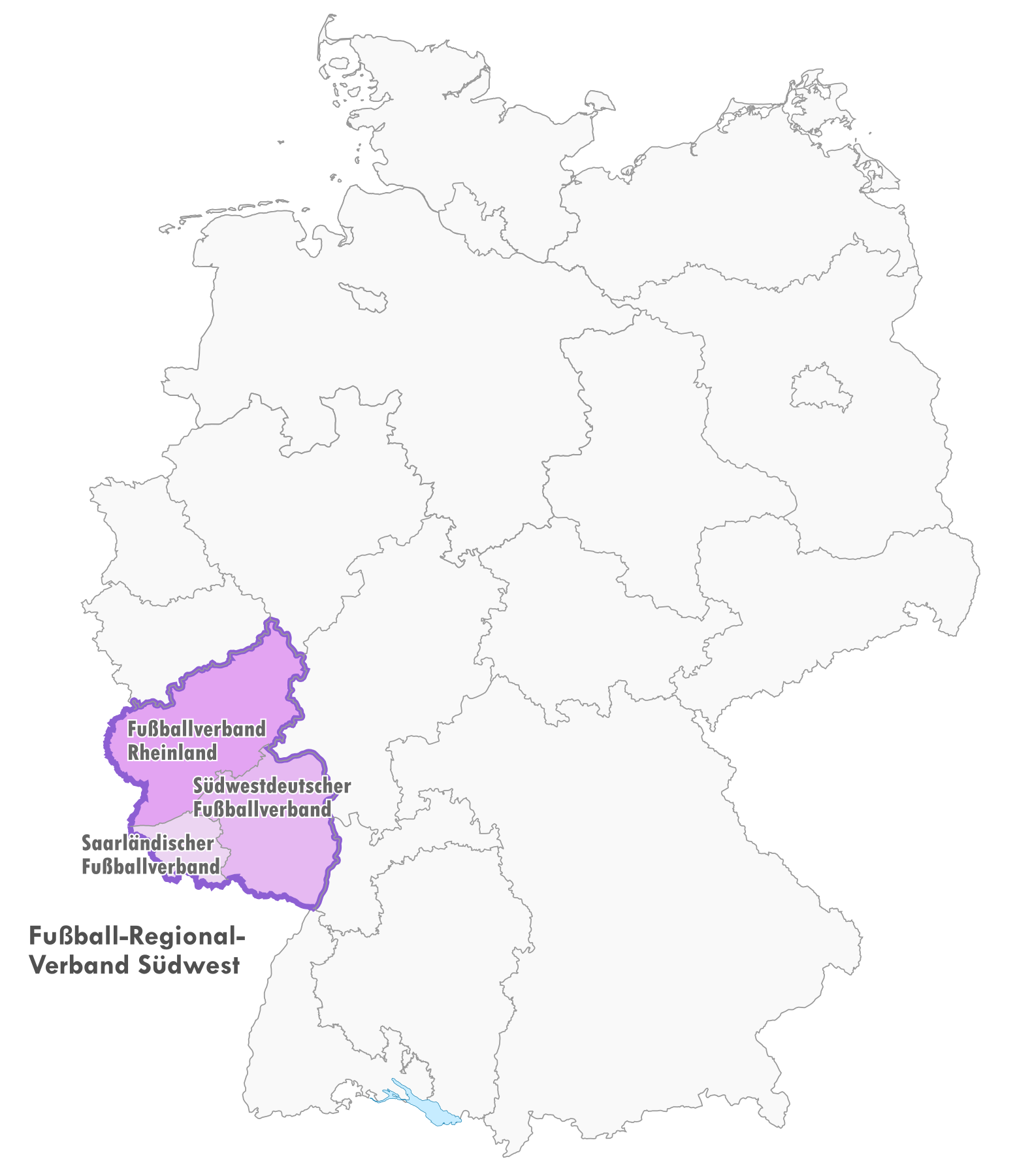
Asociación de Fútbol del Suroeste de Alemania
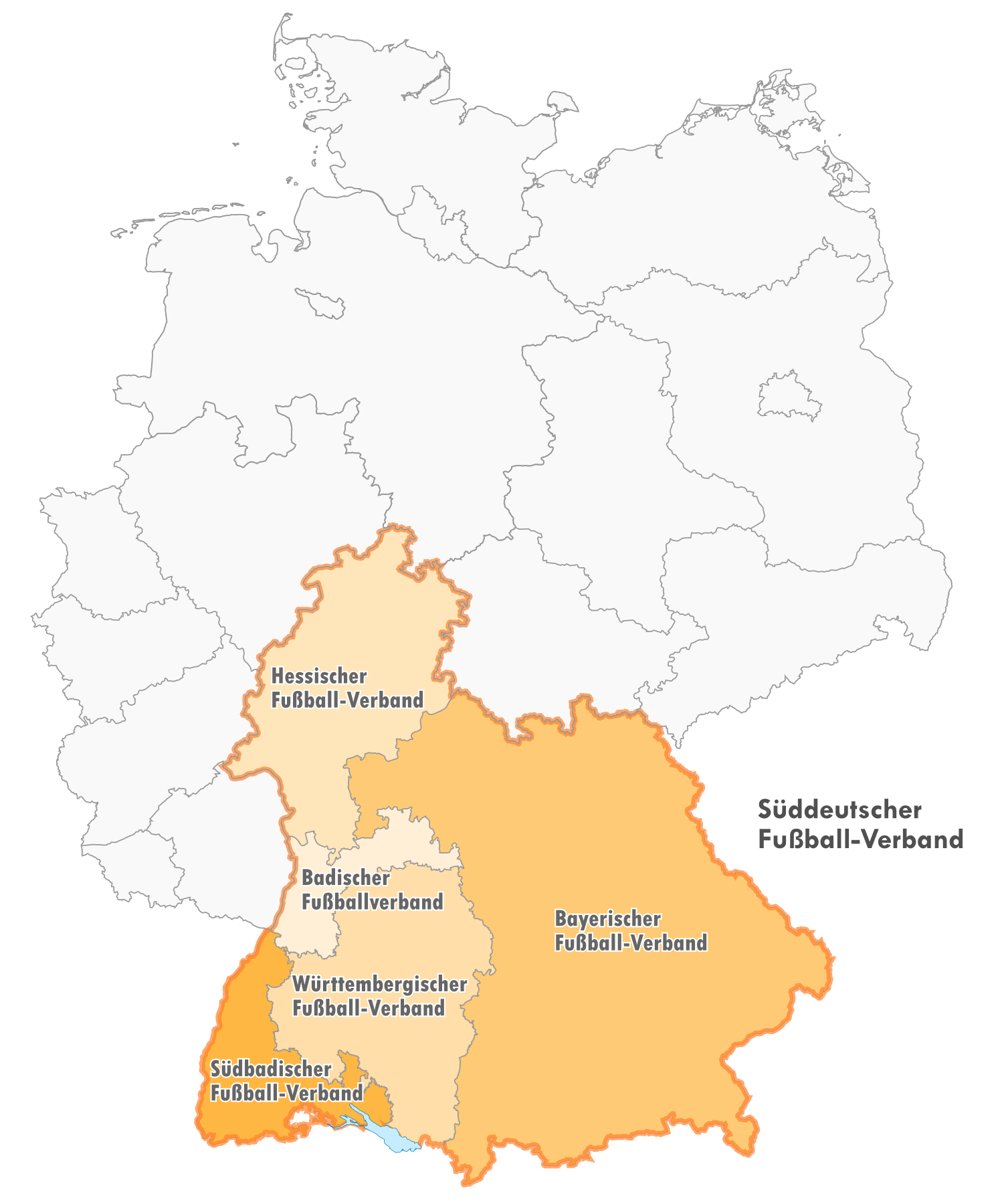
Asociación de Fútbol del Sur de Alemania